# Styela aomori
Styela aomori är en sjöpungsart som beskrevs av Asajiro Oka 1935. Styela aomori ingår i släktet Styela och familjen Styelidae. Inga underarter finns listade i Catalogue of Life.